# Ajaure kraftstation
Ajaure kraftstation ligger i Storumans kommun, cirka fyra kilometer nedströms sjön Ajaure och cirka 30 kilometer söder om Tärnaby och är ett av Vattenfalls vattenkraftverk längs Umeälven. Kraftstationen utnyttjar 45,5–58,0 m av fallhöjden mellan sjöarna Geavhta och Gardiken. Arbetena med Ajaure kraftstation påbörjades sommaren 1962 och stationen togs i drift november 1967. Under byggnadstiden ledes älvens vatten förbi arbetsplatsen genom en 200 meter lång omloppstunnel. 

## Konstruktion
Tilloppstuben är sprängd i berg och lutar cirka 45°. Tuben är betonginklädd samt dessutom plåtbeklädd de sista 10 metrarna närmast turbinspiralen. Maskinstationen är utsprängd i berg och rymmer stationens enda aggregat. Turbinen är av den ovanliga Deriaz-typen och är den första av typen i Sverige. Turbinen har en löphjulsdiameter på 4,4 meter och roterar med en varvtal på 167 varv per minut. Deriazturbinen har i likhet med kaplanturbinen ställbara skovlar på löphjulet, men där kaplanturbinens skovlar vrids runt en axel som är vinkelrätt mot turbinens axel så vrids Deriazturbinens skovlar runt en lutande axel. Syftet med denna skillnad är att kunna utnyttja turbinen vid högre fallhöjder. Från maskinstationen leds vattnen ut i en 1900 meter lång avloppstunnel med en tvärsnittsarea av 120 m².